# Ade Bethune
Ade Bethune, geboren als Marie Adélaïde Anne Caroline de Bethune (Schaarbeek, 12 januari 1914 – Newport (Rhode Island), 1 mei 2002), was een Belgisch-Amerikaans katholiek liturgisch kunstenares.

## Afkomst
Adelaïde de Bethune was afkomstig van de invloedrijke, van oorsprong West-Vlaamse, familie de Bethune. Haar overgrootvader, Félix de Bethune was lid van het Nationaal Congres, burgemeester van Kortrijk en senator. Zij was een van de vijf kinderen van Gaston de Bethune (1877-1966), zoon van senator Paul de Bethune en Adelaïde Eliaert. Haar moeder was Marthe Terlinden (1881-1978), dochter van procureur-generaal en burggraaf Georges Terlinden, die onder haar vijf broers had: Charles-Alexis Terlinden, hoogleraar en historicus, en Jacques Terlinden, luitenant-generaal en de grootvader van de aartsbisschop van Mechelen-Brussel Luc Terlinden.
Haar vader, Gaston was luitenant-kolonel, ingenieur scheikunde en professor aan de Koninklijke Militaire School. Haar broer Pierre de Bethune werd gewoon hoogleraar aan de Université catholique de Louvain. Haar broer André de Bethune werd professor aan de Katholieke Universiteit van Boston.

## Biografie
Adelaïde De Bethune toonde reeds vroeg een artistieke aanleg en kreeg privé-tekenles. Net als haar ouders had ze een diep christelijk geloof. Nadat ze in 1926 een toneelstuk zag over Franciscus van Assisi besloot ze een armoedige volgelinge van hem te worden. In 1928 verhuisden haar ouders naar de Verenigde Staten, waar ze zich in New York vestigden. Daar volgde De Bethune les aan de National Academy of Design om vanaf 1932 naar de Cooper Union Art School te gaan waar ze zich verder bekwaamde in beeldhouwen, schilderen en compositie. In 1933 ontwierp De Bethune haar eerste gebrandschilderde glasraam.
Op 19-jarige leeftijd maakte ze kennis met Dorothy Day en Peter Maurin en raakte ze in de ban van de Catholic Worker Movement die door Day en Maurin was opgericht. Deze katholieke beweging kwam op voor de daklozen en werklozen in de steden en richtte opvangcentra op. Vanaf 1933 mocht ze tekeningen maken voor het maandblad The Catholic Worker dat door de organisatie werd uitgegeven. Door de ruime oplage die het tijdschrift al vlug had, kreeg De Bethune ook nationale bekendheid als tekenares van heiligen die in een moderne vorm gegoten waren. Om verder in haar levensonderhoud te voorzien gaf ze ook nog privéles Frans.
De Bethune ging zich verder bekwamen in de liturgie aan de Summer School of Catholic Action. In 1935 vervaardigde ze haar eerste kruisweg in hout voor de Sint-Paulinuskerk van Clairton (Pennsylvania). Dit was de start van haar artistieke carrière. Om haar kunstwerken te verkopen werd in Newport (Rhode Island) de Saint Leo Shop opgericht. De Bethune werd kunstlerares aan de school van de benedictijnenabdij van Portsmouth. Tegelijkertijd werd ze oblate van de abdij. Echt bekend werd ze met de houtsnedes voor het missaal My Sunday Missal uit 1937 waarvan miljoenen exemplaren werden verspreid. Ondertussen had ze de naam waarmee ze haar werken ondertekende gewijzigd van A. de Bethune naar Ade Bethune.
In 1938 verhuisde ze naar Newport waar ze bleef wonen tot aan haar dood. Daar begon ze les te geven aan de pas opgerichte John Stevens University, een opleidingscentrum waar de ideeën van de Catholic Worker Movement centraal stonden. Twee jaar laten nam Bethune deel aan de Liturgische Week in Chicago. Nadien bleef ze liturgisch raadgeefster en nauw betrokken bij de liturgische hervormingen tot aan het Tweede Vaticaans Concilie.
Bethune bleef liturgische tijdschriften en missalen illustreren. Met haar houtsnedes in My Lenten Missal, dat in meerdere talen werd vertaald, werd ze ook internationaal bekend. Door haar illustraties bracht ze vergeten christelijke iconografie weer tot leven. Bethune nam eveneens opdrachten in het buitenland aan. In 1949 decoreerde ze een kerk op de Filipijnen en in 1951 in Mexico.
Van 1959 tot 1982 publiceerde ze Sacred Signs, een tijdschrift voor liturgische kunst. In 1965 werd Bethune artistiek director van Terra Sancta Guild, een onderneming die religieuze kunstwerken commercialiseerde. Ze bleef zelf ook ontwerpen. Zo ontwierp ze de bronzen kandelaars tijdens de slotplechtigheid van het Tweede Vaticaans Concilie en een tinnen plaket ter gelegenheid van de 200e verjaardag van de onafhankelijkheid van de Verenigde Staten die op het Witte Huis werd afgegeven.
In de geest van de Catholic Worker Movement bleef Bethune ook sociaal actief. In 1966 stichtte ze de Church Community Housing Corporation die goedkope huizen ontwierp en bouwde in Newport. In 1991 stichtte ze Star of the Sea Corporation dat een voormalig karmelietessenklooster in haar woonplaats Newport ombouwde tot een bejaardentehuis voor arme mensen. Dit was haar laatste project en ze ging er zelf wonen in 2001. Ze stierf er het daaropvolgend jaar en werd begraven op het kerkhof van Porthsmouth Abbey waar ze oblate was.

## Ade Bethune Collectie
Ongeveer 2.000 tekeningen, houtsnedes, kunstwerken en haar correspondentie werden sinds de jaren 1930 verzameld in een collectie en deze is sinds 1984 raadpleegbaar in het College of Saint Catherine in Minneapolis-St. Paul.